# Торфяное (Гатчинский район)
Торфя́ное — посёлок в Гатчинском муниципальном округе Ленинградской области.

## История

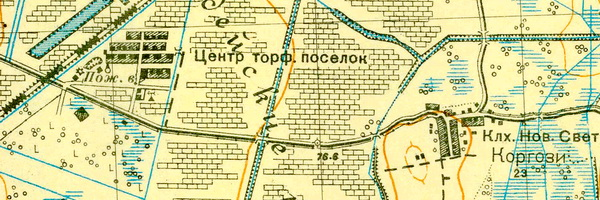
Посёлок Торфяное на карте 1931 года

На карте 1931 года на месте современного посёлка Торфяное обозначен «Центральный торфяной посёлок».
По данным 1966 года посёлок Торфяное в составе Гатчинского района не значился.
По данным 1973 и 1990 годов посёлок Торфяное входил в состав Пригородного сельсовета.
В 1997 году в посёлке проживали 970 человек, в 2002 году — 1138 (русские — 90 %), в 2007 году — 1174.

## География
Посёлок находится в северной части района на автодороге Р23 «Псков» (E 95, Санкт-Петербург — граница с Беларусью) в месте примыкания к ней автодороги 41К-508 (Торфяное — Сабры).
Расстояние до административного центра поселения, посёлка Новый Свет — 2,5 км.
Близ посёлка находится железнодорожная станция Фрезерный.

## Демография
| 1997 | 2007  | 2010  | 2017  |
| ---- | ----- | ----- | ----- |
| 970  | ↗1174 | ↘1149 | ↗1176 |

### Национальный состав
Согласно данным Всероссийской переписи населения 2021 года в посёлке проживали 1184 человек, из них:
русские — 1076, таджики — 15, татары — 15, молдаване — 9, украинцы — 9, белорусы — 8, чеченцы — 7, узбеки — 6, чуваши — 5, армяне — 2, карелы — 2, азербайджанцы — 1, грузины — 1, казахи — 1, лакцы — 1, мордва — 1, немцы — 1, удмурты — 1, другие национальности — 3 человека, остальные национальность не указали.

## Предприятия и организации
- Детский сад
- «Гатчинское торфопредприятие», ООО «Росторф» — добыча и продажа торфа
- Кондитерская фабрика «Нева» (Гатчинский филиал)

## Транспорт
От Гатчины до Торфяного можно доехать на автобусе № 535.

## Улицы
Восточная, Западная, Северная, Старая Фрезерная, Тосненская, Тосненская ветка 6 км, Хвойная, Южная.

## Садоводства
Тюльпан.